# Willem van Haren (1626-1708)

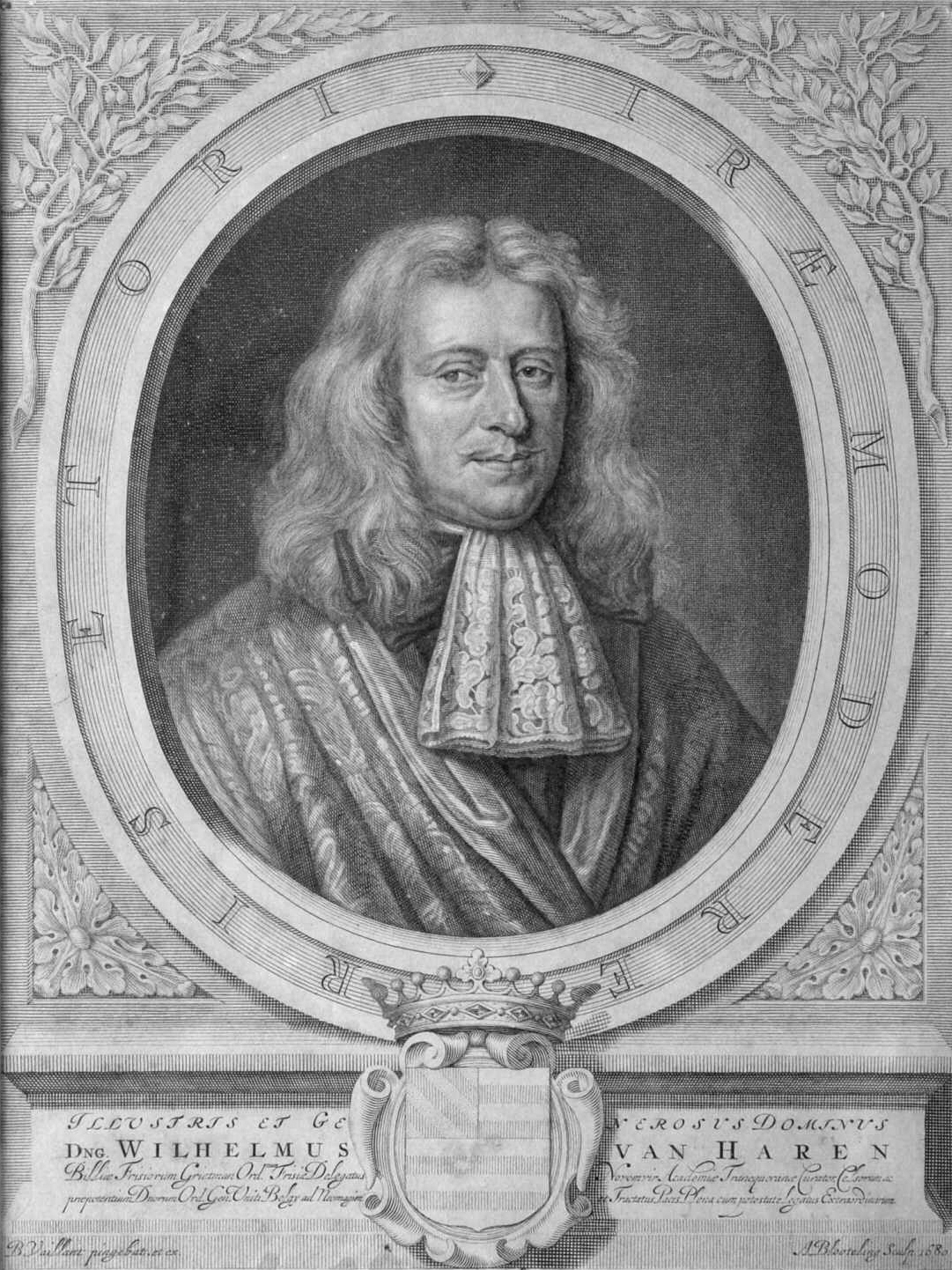
Willem van Haren gravure van Abraham Bloteling naar een schilderij van Bernard Vaillant

Willem van Haren (Leeuwarden, 17 oktober 1626 – aldaar, 15 april 1708) was een grietman van het Bildt, rentmeester van de domeinen, staatsman, diplomaat, curator van de Universiteit van Franeker. Hij vervulde diverse diplomatieke missies, onder meer naar Denemarken, Zweden, Keulen en Engeland. Hij raakte bevriend met Karel XI van Zweden. Van Haren was betrokken bij onderhandelingen voor de Vrede van Nijmegen.

## Biografie

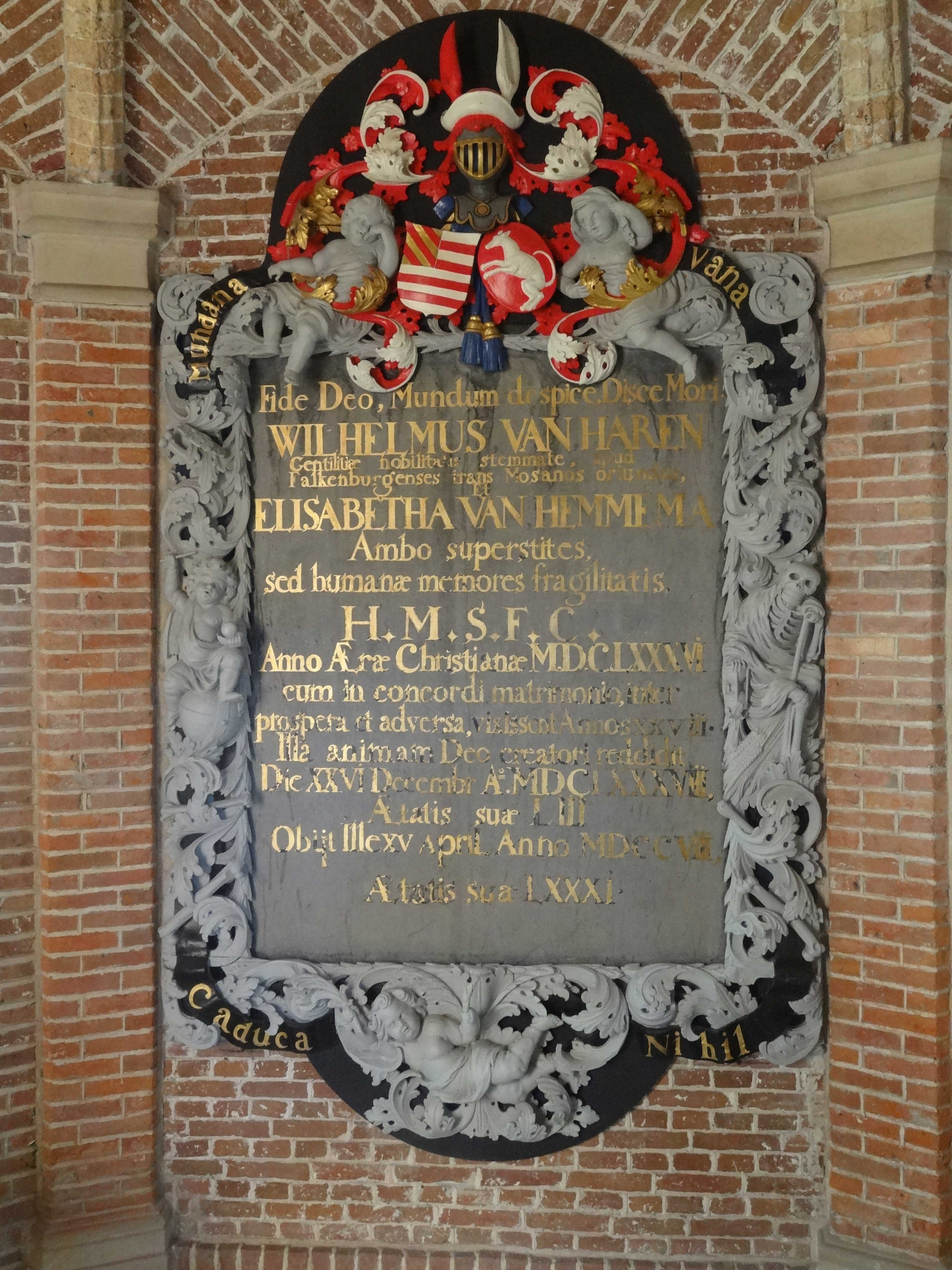
Epitaaf

Van Haren groeide op in Leeuwarden, waar de familie een groot pand bewoonde dat tegenwoordig gebruikt wordt door het keramiekmuseum Princessehof.
Hij trouwde omstreeks augustus 1660 met Elisabeth van Hemmema, dochter van Duco van Hemmema. Willem van Haren bewoonde in Sint Annaparochie het Van-Harenslot.
Hij bezorgde de jurist Gerard Noodt een aanstelling bij de Hogeschool van Franeker.
Van 1652 tot 1698 was Van Haren grietman van het Bildt. In deze periode was hij de bouwheer van de naar hem vernoemde Van Harenskerk (1683) te Sint Annaparochie. In 1686 is ten behoeve van zijn familie achter de kerk een grafkapel gebouwd waarvoor Karel XI van Zweden rijkversierde deuren zou hebben geschonken.
In 1698 deed Van Haren afstand van zijn functie als grietman, ten behoeve van zijn neef Adam Ernst van Haren. Tien jaar eerder was zijn vrouw overleden, op 53-jarige leeftijd. Hijzelf stierf in 1708 op 81-jarige leeftijd. Beiden zijn begraven in de grafkapel. Het epitaaf in de kapel vermeld: Mudana Vana Caduca Nihil, Het aardse is ijdel, broos niets.
Vertrouw op God acht de wereld gering, leer te sterven. Willem van Haren, uit een edel geslacht, uit het Valkenburgse over de Maas ontsproten, en Elisabeth van Hemmema, beiden nog in leven maar gedacht aan de menselijke broosheid indachtig, hebben deze begraafplaats doen stichten in het jaar der Christelijke jaartelling 1686, toen zij in een gelukkig huwelijk, in voor en tegenspoed, 28 jaren hadden geleefd.
- Biografisch Portaal: 16481531
- Digitale Bibliotheek voor de Nederlandse Letteren: hare019
- Gemeinsame Normdatei: 1026505712
- International Standard Name Identifier: 0000 0003 8186 6991
- Nederlandse Thesaurus van Auteursnamen: 070075026
- Virtual International Authority File: 262284428
- WorldCat: E39PBJB48JHRrC6fvDYgJ8XTpP